# Yakovlev Yak-40
El Yakovlev Yak-40 (en ruso: Як-40, designación OTAN: Codling) es un avión comercial trimotor  de ala recta fabricado por la oficina de diseño soviética Yakovlev entre 1967 y 1981. Sirvió como base para el desarrollo del Yakovlev Yak-42, avión que cuenta con un mayor tamaño y alas en flecha.

## Historia y desarrollo
El Yakovlev Yak-40 fue desarrollado como respuesta a las necesidades de la compañía soviética Aeroflot de reemplazar a los modelos Ilyushin Il-12, Il-14 y Lisunov Li-2, que junto con el biplano Antonov An-2, realizaban las rutas regionales y locales de la compañía, pero que en los años 60 ya estaban obsoletos. Aeroflot deseaba un único avión para sustituirlos a todos, así podía ahorrar en costes y en mantenimiento. Además, el avión tenía que ser capaz de realizar despegues cortos (STOL) y operar en pistas de aterrizaje poco preparadas.
Inicialmente se construyeron cinco prototipos, realizando el primer vuelo uno de ellos el 21 de octubre de 1966, y después se pasó a construir la primera serie, que difería de los prototipos en que la entrada de aire del motor central estaba levemente inclinada, y la cabina había sido ligeramente alargada. El 30 de septiembre de 1968 el primer Yak-40 entró en servicio en la compañía soviética Aeroflot.

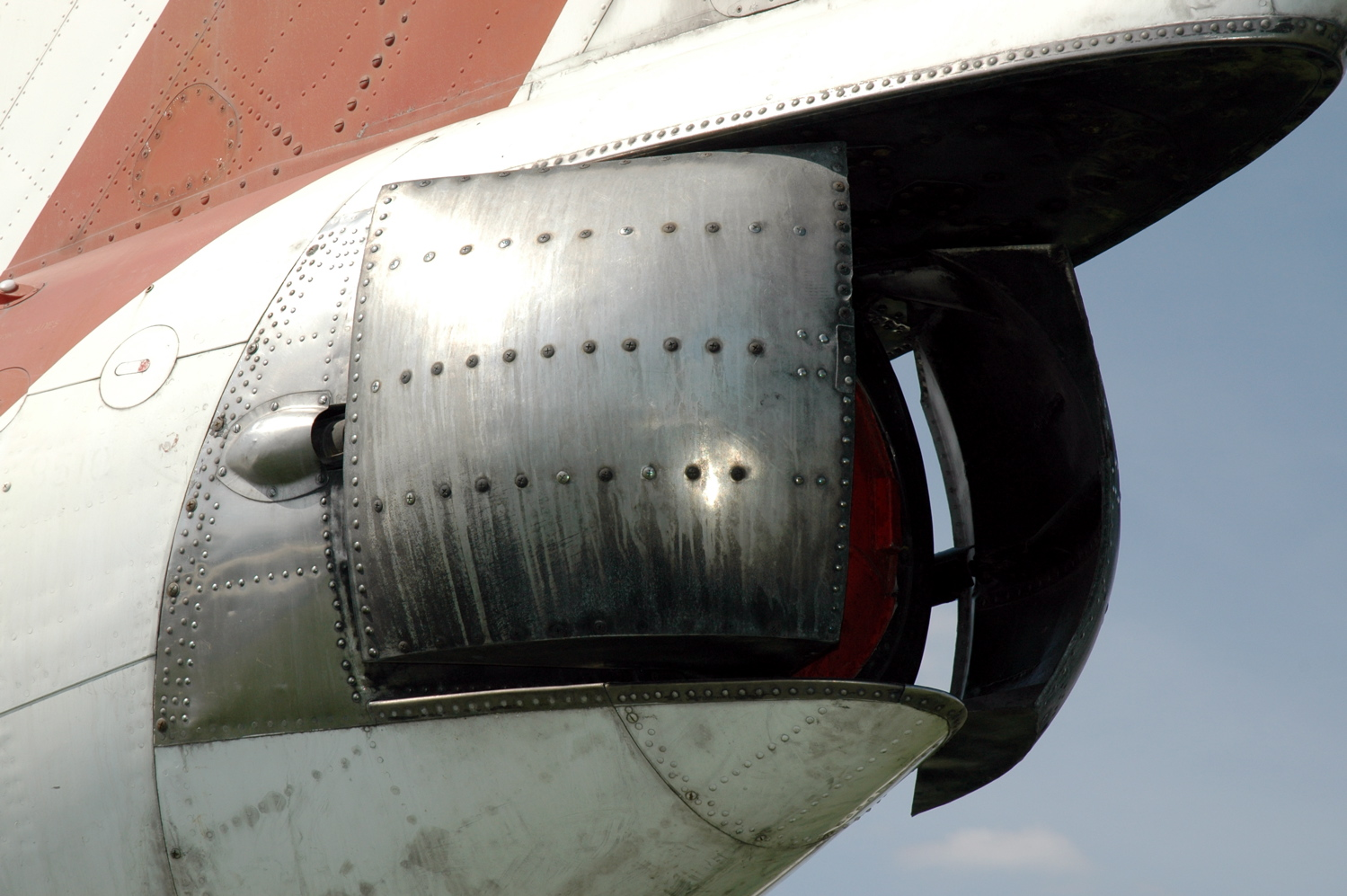
Inversor de empuje en la parte trasera del motor central de un Yakovlev Yak-40.

La segunda serie fue introducida en 1969, y contaba con un tren de aterrizaje reforzado, una novena fila de asientos que proporcionaba mayor capacidad de pasajeros, mayor capacidad de combustible, y tenía instalado en el motor central un inversor de empuje.
En 1973 se introduce la tercera serie, con mayor capacidad de pasajeros, y cambios en la cola del avión. La cuarta y última serie fue introducida en 1975, con la carga útil aumentada y con la posibilidad de distribuir el interior en dos clases, o convertirlo en poco tiempo en un avión de carga. De esta última versión se construyeron algunas unidades para el transporte de carga, que recibieron la denominación Yak-40K, y que contaban con una compuerta en el lado izquierdo detrás de la puerta del fuselaje.
La producción del Yakovlev Yak-40 finalizó en 1981, después de haberse construido 1.010 unidades.

## Operadores

### Civiles
En septiembre de 2009, un total de 411 Yakovlev Yak-40 de los 1.011 que se fabricaron permanecen en servicio activo. Los principales operadores civiles son:

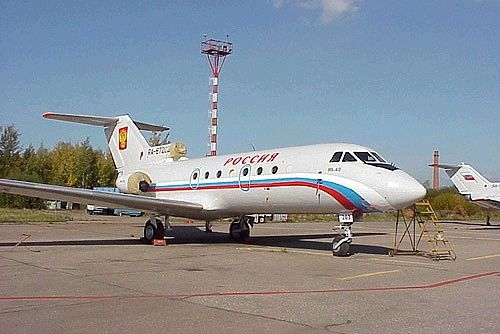
Yakovlev Yak-40 de Rossiya.

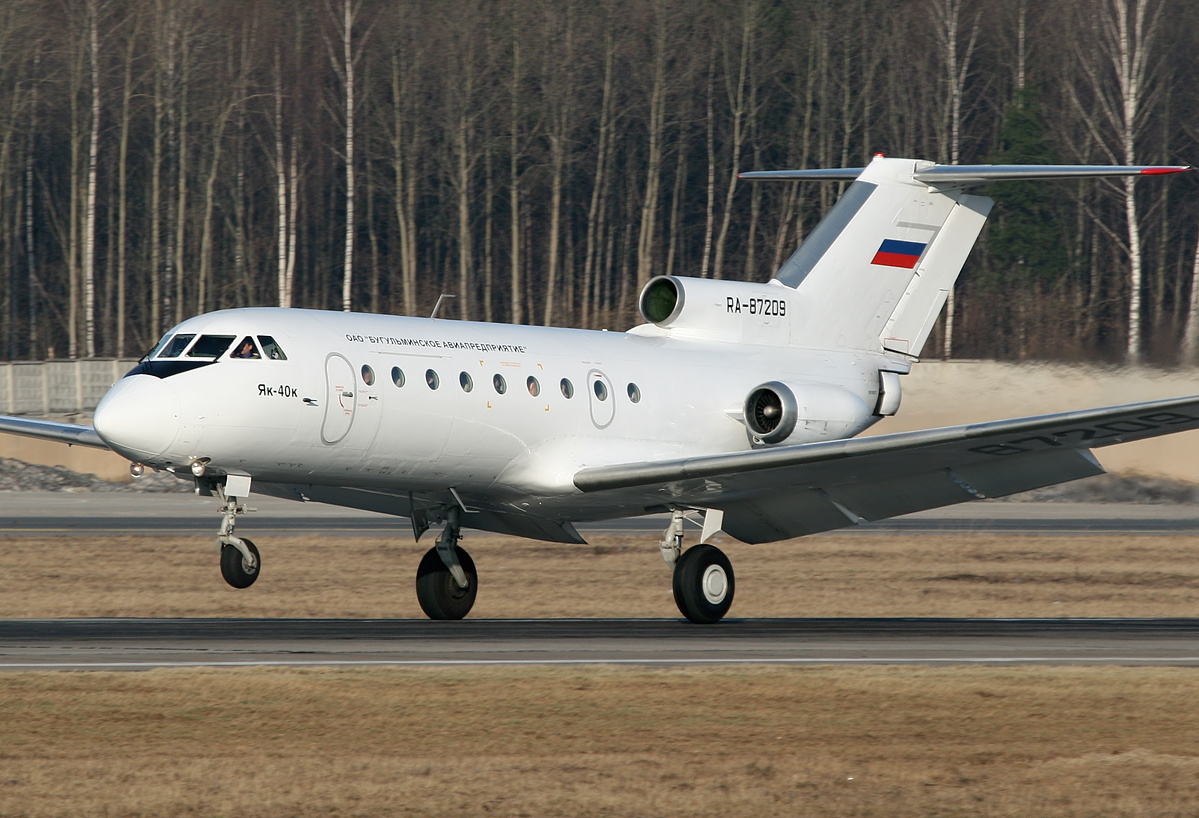
Yakovlev Yak-40 de Bugulma Aviation Enterprise.

| Guinea Ecuatorial - Guinea Ecuatorial Airlines (1) Filipinas - Interisland Airlines (1) Kazajistán - Air Kokshetau (5) - Tulpar Air Service (7) Kirguistán - Kyrgyzstan Airlines (2) Libia - Air Libya Tibesti (5) | Rusia - 2nd Sverdlovsk Air Enterprise (6) - Belgorod Air Enterprise (6) - Bugulma Air Enterprise (11) - Euro-Asia Air (2) - Gazpromavia (6) - LUKoil-Avia (1) - Rossiya (6) - RusLine (1) - Severstal Air Company (1) - Tomskavia (4) - UTair Aviation (11) - Vladivostok Avia (5) - Volga-Dnepr (7) - Vologda Aviation Enterprise (8) - Yak Service (3) - Yakutia Airlines (4) - Yamal Airlines (4) | Tayikistán - Tajik Air (4) Ucrania - Aerostar Airlines (3) - Constanta Airline (7) - ChallengeAero (6) Uzbekistán - Uzbekistan Airways Venezuela - Oriental de Aviación |

### Militares
Cuba
- Fuerza Aérea Cubana

 Etiopía
- Fuerza Aérea Etíope

 Guinea Ecuatorial
 Guinea-Bisáu
 Laos

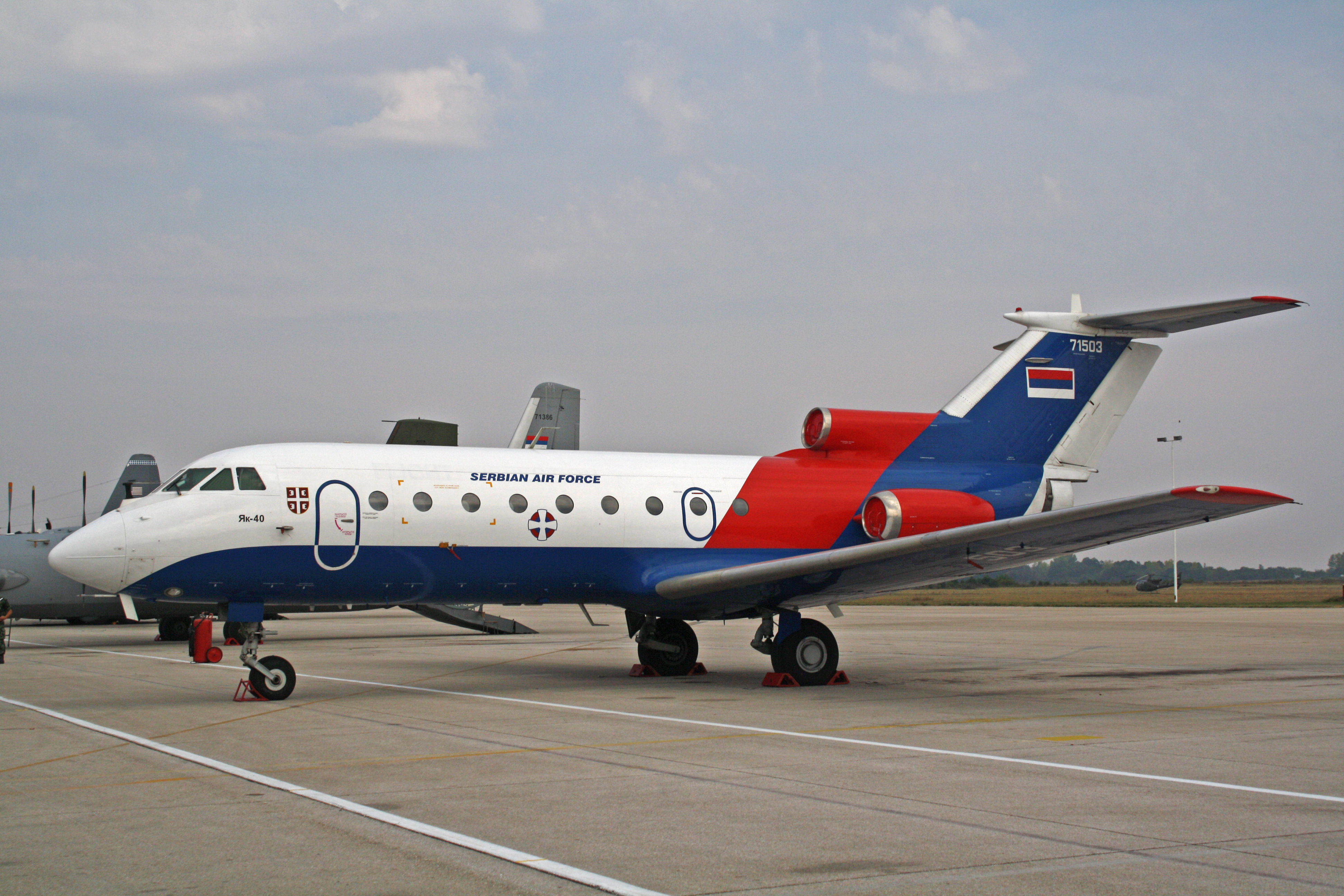
Yakovlev Yak-40 de la Fuerza Aérea Serbia.

- Fuerza Aérea del Ejército Popular de Laos

 Polonia
- Fuerza Aérea Polaca

 Rusia
- Fuerza Aérea Rusa

 Serbia
- Fuerza Aérea Serbia

 Siria
- Fuerza Aérea Siria

 Vietnam
- Fuerza Aérea Popular Vietnamita

 Yemen
- Fuerza Aérea Yemení

 Zambia
 Zimbabue
- Fuerza Aérea Zimbabuesa

## Especificaciones (Yak-40)

### Características generales
- Tripulación: Tres
- Capacidad: 37 pasajeros
- Longitud: 20,36 m
- Envergadura: 25,00 m
- Altura: 6,50 m
- Superficie alar: 70,00 m²
- Peso vacío: 9400 kg
- Peso máximo al despegue: 16 000 kg
- Planta motriz: 3× Turbofán Ivchenko AI-25.
  - Empuje normal: 14,7 kN 3300 lbf de empuje cada uno.

### Rendimiento
- Velocidad máxima operativa (Vno): 550 km/h
- Alcance: 1800 km
- Techo de vuelo: 8100 m (26 575 pies)

### Desarrollos relacionados
- Yakovlev Yak-42

### Aeronaves similares
- Boeing 727
- Hawker Siddeley Trident
- Tupolev Tu-154

### Listas relacionadas
- Anexo:Aviones de línea regionales